# Omnitel
Omnitel – litewski operator telefonii komórkowej GSM, największe przedsiębiorstwo telekomunikacyjne krajów bałtyckich, członek grupy TeliaSonera.
Przedsiębiorstwo, udostępniając w 1995 roku usługi GSM, stało się ich pierwszym dostawcą w tym kraju. Obecnie posiada około połowy rynku i niecałe 2 mln klientów.